# Acila
Acila – rodzaj małych i średniej wielkości morskich małży pierwoskrzelnych z rodziny Nuculidae, obejmujący wymarłe gatunki znane z pokładów kredy oraz jeden współcześnie żyjący, występujący w wodach Pacyfiku i Indo-Pacyfiku:
- Acila castrensis

Gatunkiem typowym rodzaju jest Nucula divaricata.